# Dyke March

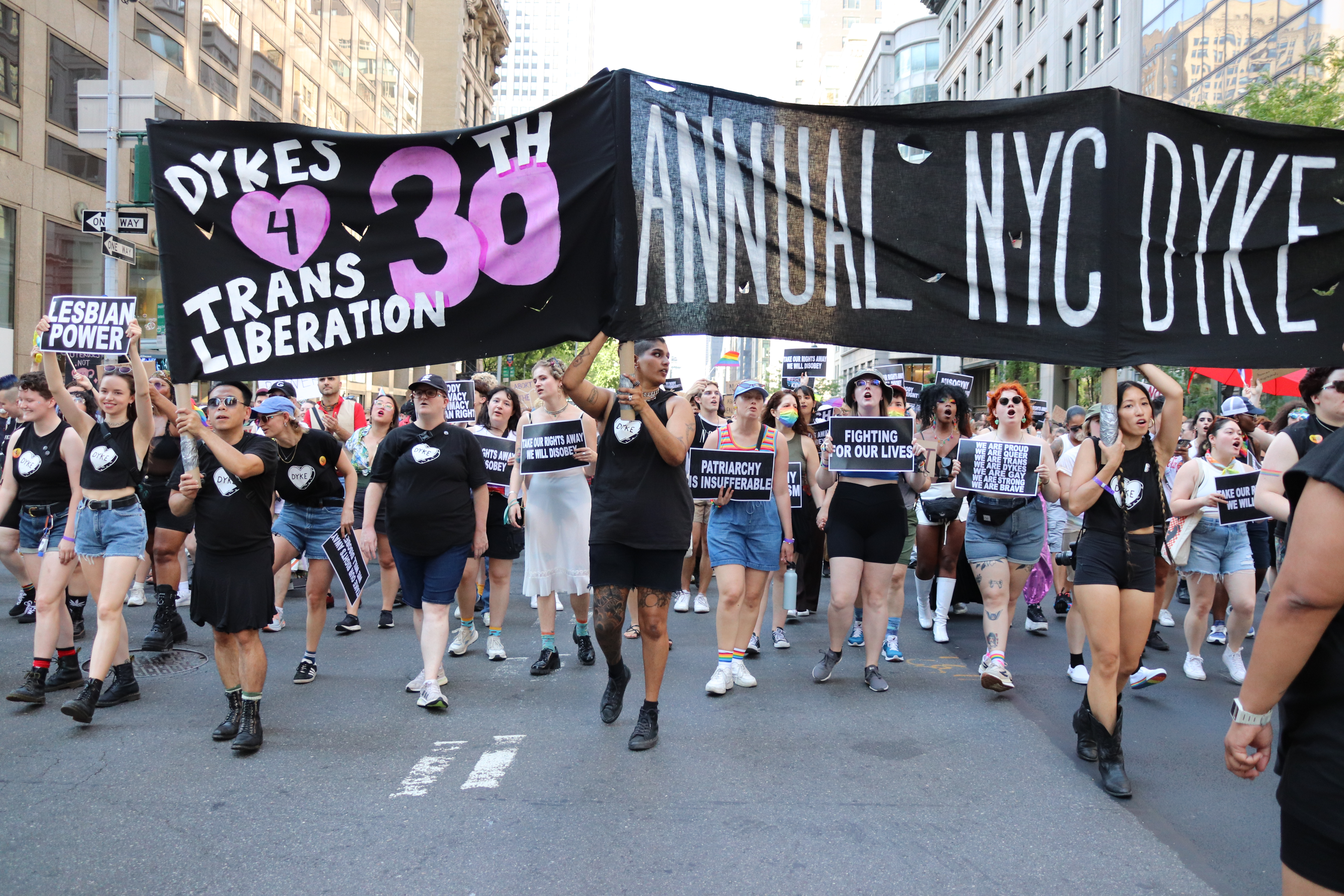
De Dyke March in New York City is een van de grootste ter wereld. - maart 2022

Een dyke march is een protestmars voor de rechten en zichtbaarheid van vrouwen, trans personen, nonbinaire en genderdiverse personen die zich identificeren als lesbisch, sapphisch of biseksueel.

Oorspronkelijk (en nog steeds vandaag de dag) wordt het woord "dyke" gebruikt als een scheldwoord tegen lesbiennes —vergelijkbaar met het Nederlandstalige woord "pot". In de jaren '90 werd het door activisten gereapproprieerd om aandacht te vestigen op de moed en strijdlust van deze onderbelichte groep binnen de LGBTQIA+ gemeenschap. Sommige bewegingen voegen een asterisk (*) toe aan het woord om de brede diversiteit aan genderidentiteiten en -expressies te erkennen die vandaag de dag bestaan. 
"Dyke is niet alleen een seksuele oriëntatie. Het is een politieke identiteit. Het staat voor gemeenschap. Het staat voor solidariteit. Het staat voor radicale strijd. Het staat voor trans, zwart, bruin, queer, bi+, lesbisch, gehandicapt, chronisch ziek, dik, femme, butch, inheems en genderdiverse liefde. Het staat niet voor uitroeiing. Voor verdringing. Voor toe-eigening. Voor haat.” —San Francisco Dyke March
De dyke-strijd is intersectioneel en dus onlosmakelijk verbonden met de strijd tegen racisme, kapitalisme, kolonialisme, ecologische achteruitgang en andere vormen van discriminatie geworteld in het patriarchaat en/of de cis-heteronormativiteit.

## Overal ter wereld
Overal ter wereld worden dyke marches georganiseerd. Op Nederlandstalig grondgebied vond de eerste dyke march plaats in Amsterdam in 2022. Dyke* March Brussel gaat voor de allereerste keer door op 16 mei 2025.
Elders in Europa zijn er dyke marches in Berlijn, Frankfurt, Hamburg, Keulen, Hannover, Oldenburg, Heidelberg, Bielefeld, Braunschweig, Bremen, Erfurt, Göttingen, Hamburg, Lüneburg, München, Münster, Neurenberg, Oldenburg, Rijn-Neckar, het Ruhrgebied, Weimar en Würzburg, Dresden, Londen, Stockholm, Amsterdam en Rome.
In New York doorkruist de mars sinds 1993 jaarlijks Manhattan, Brooklyn en Queens. Andere steden in de Verenigde Staten waar dyke marches doorgaan zijn onder meer Washington DC, Atlanta, Boston, Buffalo, Chicago, Long Beach, Minneapolis, Oakland, Philadelphia, Pittsburgh, Portland (Maine), Portland (Oregon), San Diego, San Francisco, Seattle en West Hollywood. Canadese dyke marches zijn te vinden in Calgary, Halifax, Montreal, Ottawa, Toronto, Vancouver en Winnipeg. De eerste Latijns-Amerikaanse dyke march werd in 2003 in Mexico-Stad gehouden.

## Geschiedenis

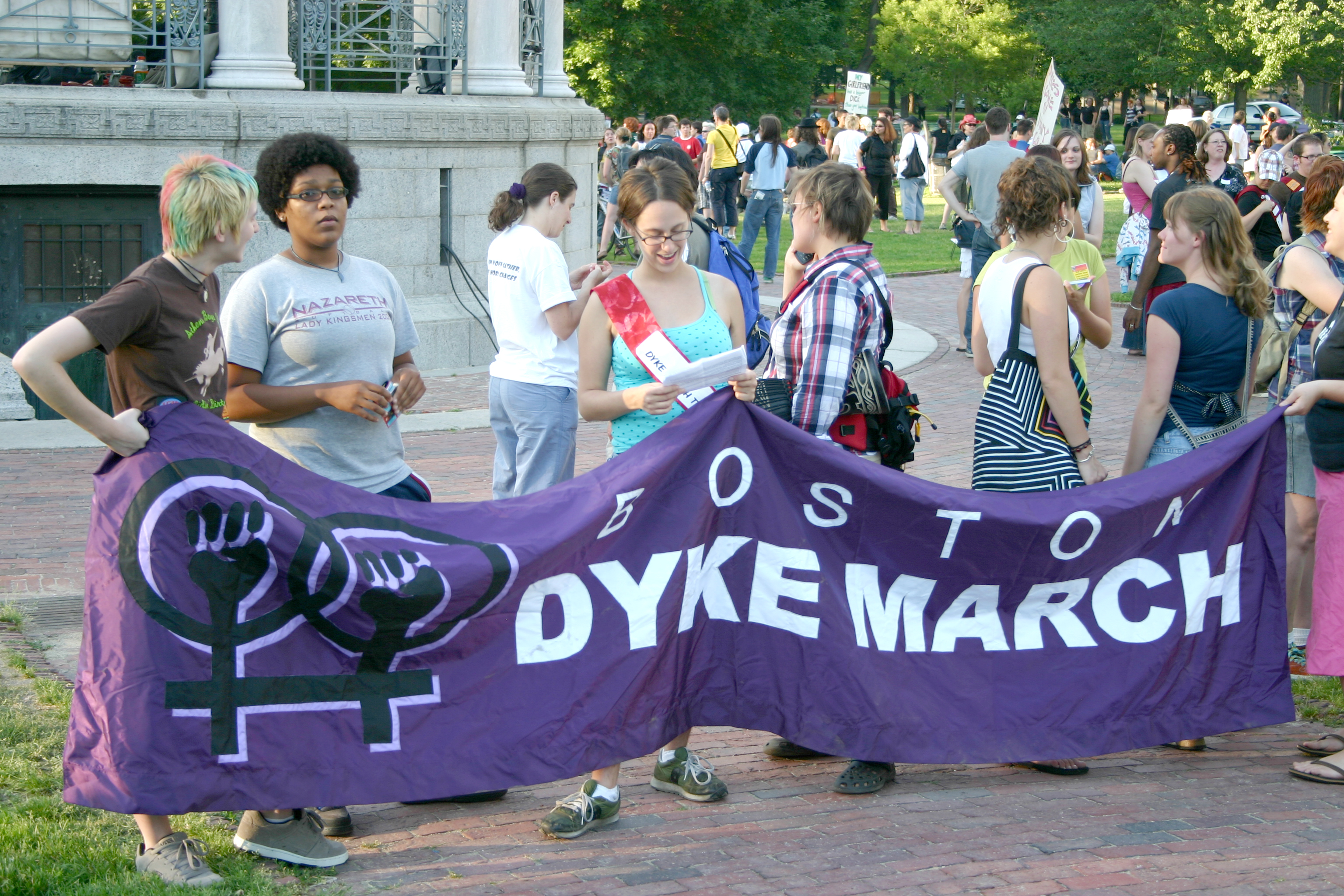
Boston Dyke March, maart 2008

### Vroege lesbische protesten in de V.S.
Voorafgaand aan het ontstaan van het concept van de dyke march vonden er al lesbische protestmarsen plaats in Noord-Amerika. In mei 1981 werd in Vancouver (British Columbia, Canada) een van de eerste gedocumenteerde lesbische pride-protesten gehouden. Ongeveer 200 lesbiennes, die deelnamen aan de vijfde Bi-Nationale Lesbische Conferentie, marcheerden door het centrum van de stad en riepen leuzen zoals: "Look over here, look over there, lesbians are everywhere!"
In oktober 1981 organiseerden Lesbians Against the Right de demonstratie “Dykes in the Streets” in Toronto (Ontario), met als centrale thema’s lesbische kracht, trots en zichtbaarheid. Aan deze mars namen ongeveer 350 vrouwen deel Pas in 1996 vond in Toronto opnieuw een gelijkaardige demonstratie plaats.

### De eerste dyke march
De eerste mars onder de naam Dyke March vond plaats op 24 april 1993 in Washington D.C. en werd georganiseerd door de activistische groep Lesbian Avengers. Ter gelegenheid van de mars verspreidden zij een manifest waarin werd opgeroepen tot meer lesbische zelforganisatie op lokaal niveau, mede als reactie op de anti-homowetgeving die begin jaren negentig werd ingevoerd in de Verenigde Staten. Het manifest inspireerde lesbische groepen uit andere steden: een groep uit Los Angeles maakte een banner voor de gelegenheid, terwijl activisten uit Philadelphia een grote vulva-constructie vervaardigden die tijdens de mars door de straten van Washington werd gedragen.Aan de mars namen meer dan 20.000 mensen deel.
Door het succes van de eerste Dyke March in Washington D.C. besloten de New York Lesbian Avengers om in juni 1993 ook een protestmars te organiseren in New York City. Onder de acties bevond zich een mobiel bed met daarop verstrengelde en kussende dykes, en in Bryant Park werd ter plaatse een spandoek geïmproviseerd dat sindsdien jaarlijks wordt gebruikt om het begin van de mars aan te duiden. In dezelfde periode vonden ook in andere Amerikaanse steden de eerste Dyke Marches plaats, waaronder in Atlanta en San Francisco.

Een fragment uit het manifest van de Lesbian Avengers:

Calling All Lesbians! Wake Up! It's Time To Get Out Of The Beds, Out Of The Bars And Into The Streets. It's Time To Seize The Power of Dyke Love, Dyke Vision, Dyke Anger, Dyke Intelligence, Dyke Strategy....We're Invisible, Sisters, And It's Not Safe—Not In Our Homes, Not In The Streets, Not On The Job, Not In The Courts. Where Are The Out Lesbian Leaders? It's Time For A Fierce Lesbian Movement And That's You: The Role Model, The Vision, The Desire.

## Dyke March Internationaal

### Europa

#### Amsterdam
In 2022 werd de eerste "Amsterdam Dyke March" gehouden, als reactie op de toenemende depolitisering van reguliere Pride-evenementen. De Dyke March wordt onafhankelijk van de kanaalparade van de stad georganiseerd en creëert ruimte voor protest, zichtbaarheid en solidariteit tussen dykes, lesbiennes en queer vrouwen. De editie van 2025 vindt plaats op 5 juli. De nadruk ligt daarbij op thema's als queer migratie, trans-inclusie en recht op huisvesting.

#### Brussel
De eerste "Dyke March Brussel" vindt plaats op vrijdag 16 mei 2025. Hoewel de stad al lang een levendige queer-gemeenschap kent, had Brussel tot dan toe geen eigen dyke march. “Er is een duidelijke behoefte aan meer plekken waar we elkaar kunnen ontmoeten, zichtbaar zijn en onze eigen rechten kunnen opeisen.” zo klinkt het bij een van de initiatiefnemers. 

#### Duitsland
In 2023 vonden er in meer dan twintig Duitse steden dyke marches plaats. Dyke March Germany verzamelt op hun Instagram-account informatie over alle dyke marches in Duitsland.
Sinds 2013 vond de "Berlin Dyke March" plaats in de wijk Kreuzberg. De mars vindt jaarlijks plaats in juni, op de dag voor de Berlin Pride. Er is een jaarlijkse Dyke March in Hamburg en sinds 2014 in Keulen. Sinds 2017 ook in Heidelberg, en sinds 2018 in Oldenburg. Sinds 2023 zijn er ook Dyke Marches in Bielefeld, Braunschweig, Bremen, Erfurt, Frankfurt, Göttingen, Hannover, Keulen, Lüneburg, München, Münster, Neurenberg, Oldenburg, Rijn-Neckar, in het Ruhrgebied, in Weimar en Würzburg. 

#### Verenigd Koninkrijk
De London Dyke March werd voor het eerst georganiseerd in 2012 en vindt elk jaar in juni plaats. Tijdens de mars van 2012 waren er onder meer sprekers aanwezig, waaronder een vertegenwoordiger van het Safra Project, een liefdadigheidsinstelling voor moslim LBT-vrouwen, en Sarah Brown, een transgender lesbische activiste en voormalig gemeenteraadslid van de Lib Dems. 

#### Stockholm
In Zweden gaat sinds 2021 de "Stockholm Dyke March" door.

#### Rome
Op 26 april 2025 werd de allereerste "Dyke March Roma" georganiseerd, een belangrijk moment voor de lesbische en queer-gemeenschap in Italië.

### Latijns-Amerika

#### Mexico
De eerste Dyke March in Latijns-Amerika vond plaats op 21 maart 2003. Deze mars liep van het symbolische Monument voor de Revolutie naar de Zócalo, het grote centrale plein van de hoofdstad.
"Voor ons is de lesbische mars een belangrijke manier om zichtbaarheid te tonen, omdat het erop gericht is stereotypen en vooroordelen te doorbreken." —organisatoren van Dyke March Mexico

### Noord-Amerika

#### Verenigde Staten

##### Asbury Park, New Jersey
De eerste Asbury Park Dyke March werd gehouden in oktober 2020.

##### Chicago
De Chicago Dyke March wordt gehouden in de maand juni en bestaat sinds 1995. De mars begint in de LGBT-vriendelijke wijk Andersonville. Veel deelnemers beschouwen het als ‘een kans om onszelf te vieren als vrouwen, als lesbiennes, en om de gemeenschap te laten zien dat we er zijn.’
In 2008 maakten de organisatoren van de Chicago Dyke March bekend dat de mars twee jaar op rij op een nieuwe locatie zou plaatsvinden. De locatie van de mars veranderde elke twee tot drie jaar om de zichtbaarheid in alle wijken van Chicago te vergroten. De mars werd gehouden in Pilsen in 2008 en 2009, in South Shore in 2010 en 2011, in Uptown in 2012 en 2013, in Humboldt Park in 2014, 2015 en 2016, en in La Villita in 2017.

##### New York
Sinds de allereerste editie in 1993 vindt de "New York City Dyke March" jaarlijks plaats. Net als bij de Dyke March in San Francisco vragen de organisatoren geen officiële vergunning aan, om zo het politieke karakter van de mars te onderstrepen. Hoewel er na afloop van de mars vaak clubavonden en feesten worden georganiseerd, staat het evenement in de eerste plaats in het teken van zichtbaarheid en protest. De nadruk ligt op de aanwezigheid en stem van vrouwen die zich identificeren binnen de LGBTQIA+-gemeenschap, en op het verzet tegen discriminatie, intimidatie en geweld waarmee zij worden geconfronteerd.

##### San Francisco

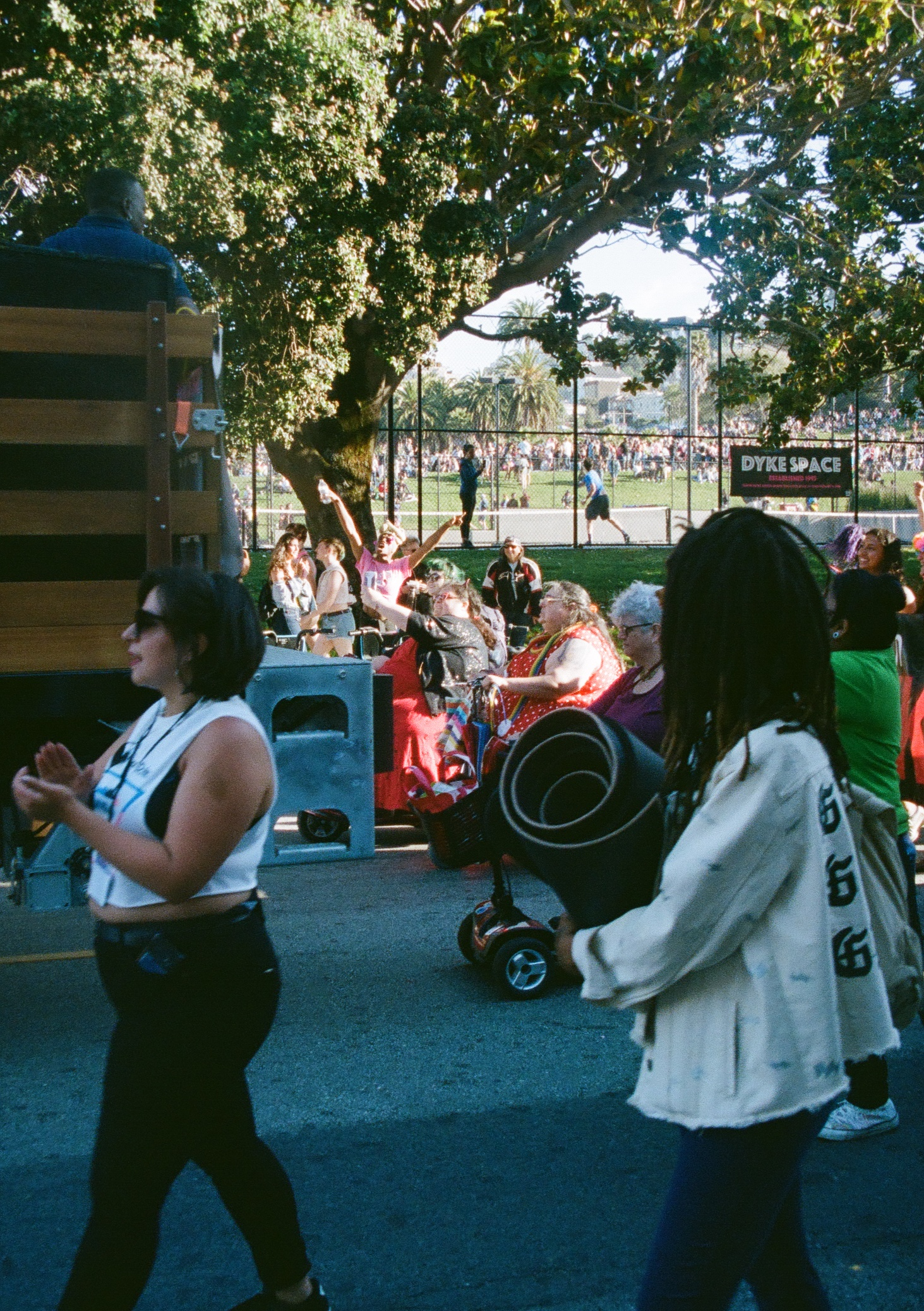
Dyke March San Francisco, 2019

De eerste "San Francisco Dyke March" werd gehouden in juni 1993, en wordt elk jaar gevierd op de laatste zaterdag in juni. De mars begint in Mission Dolores Park met toespraken, optredens en een netwerkbijeenkomst in de gemeenschap, en eindigt in het Castro District. In de beginjaren vroeg het San Francisco Dyke March Committee, een kleine groep vrijwilligers, geen vergunning aan bij de stad. De organisatoren beriepen zich op het recht op vreedzame vergadering zoals vastgelegd in het Eerste Amendement van de Amerikaanse Grondwet, en wijzigden regelmatig de marsroute om politiecontroles te vermijden.

##### Seattle

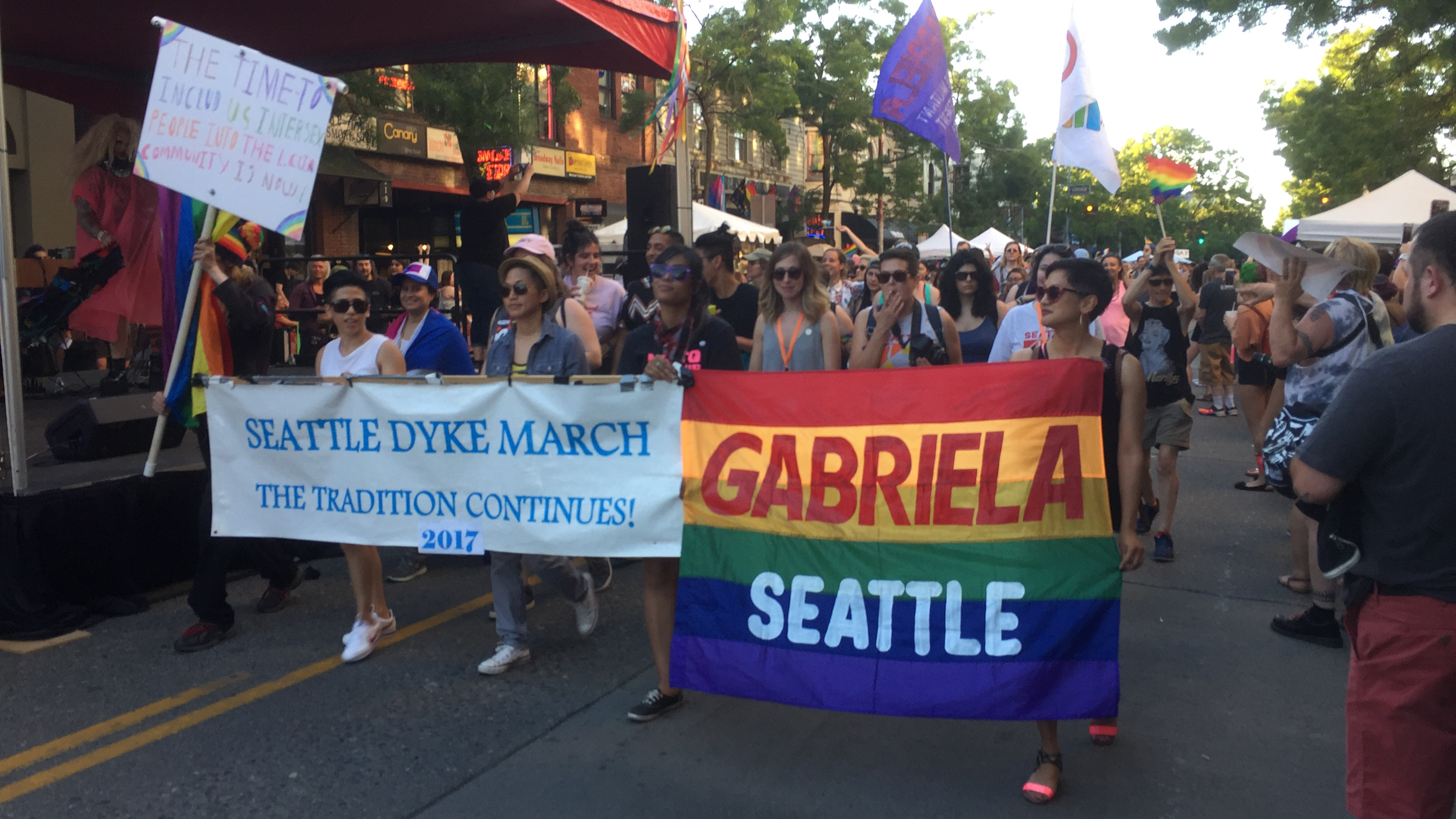
Dyke March Seattle, VS, 2017

De "Seattle Dyke March" vindt plaats op de zaterdag vóór Pride en begint met een bijeenkomst op Seattle Central Community College. Sinds eind jaren 2000 hebben organisatoren een vergunning aangevraagd.

##### Washington, D.C.
De "DC Dyke March" werd voor het eerst gehouden in april 1993 en vond daarna jaarlijks plaats in juni, tot en met 2007. Na een onderbreking van twaalf jaar keerde de mars in 2019 terug, met als thema Dykes Against Displacement, als protest tegen het tekort aan sociale huisvesting ten gevolge van gentrificatie. De editie van 2019 leidde tot controverse vanwege een verbod op zogenoemde nationalistische symbolen, wat tot publieke discussie en verdeeldheid binnen de gemeenschap leidde.

## Verder lezen
- Bendix, Trish, Dyke Marches Assert Political Power and Demand Visibility. But They're Under Threat.. Outward. Slate (June 23, 2017).
- Currans, Elizabeth (Spring 2012). Claiming Deviance and Honoring Community: Creating Resistant Spaces in U.S. Dyke Marches. Feminist Formations 24 (1): 73–101 (Johns Hopkins University Press). ISSN: 2151-7363.
- Currans, Elizabeth (2017). Marching Dykes, Liberated Sluts, and Concerned Mothers: Women Transforming Public Space. University of Illinois Press. ISBN 978-0252041259.
- Em, Dyke March is for Dykes. Lesbians Over Everything (August 24, 2016).
- Heuchan, Claire, Dyke March: "the largest lesbian demonstration in the history of the world!". AfterEllen (October 30, 2018).
- Retter, Yolanda, "Dyke March: A Herstory", The Lesbian News, June 1999, p. 29.
- Staff, Dykes Take Pride. Women's Liberation Radio News (June 26, 2018).

### Chicago
- Cardoza, Kerry, "Chicago Dyke March returns after clash last year became international news", Chicago Reader, June 13, 2018.

### New York City
- Chauvin, Kelsy, "New York's Dyke March Still Bucks the Status Quo", Gay City News, June 29, 2018. Gearchiveerd op October 17, 2018. Geraadpleegd op October 17, 2018.
- Levina, Sofya, I Went to the Dyke March and Remembered What Pride Was About. Vice (July 3, 2014).

### Portland
- Herron, Elise, "The Organizer of the Portland Dyke March Talks About Coming Out, Fighting Back and Being a Lesbian Avenger", Willamette Week, June 12, 2018.

### San Francisco
- Annsfire, Joan, Young Women Attack Dykes their Grandma's Age. lavenderjoan (July 2, 2018).
- Rubenstein, Steve, "Thousands gather to celebrate lesbians", San Francisco Chronicle, June 29, 2008.
- WoLF, Open Letter to the National Center for Lesbian Rights. Women's Liberation Front (WoLF) (June 30, 2018). Gearchiveerd op 30 april 2019. Geraadpleegd op 30 april 2019.

### Toronto
- Burgess, Allison H. F. (2011). It's Not A Parade, It's A March!: Subjectivities, Spectatorship, and Contested Spaces of the Toronto Dyke March. University of Toronto.
- Clarke, Kinsey, Why We Still Need Dyke Marches. Flare (June 20, 2019). Gearchiveerd op June 22, 2019. Geraadpleegd op June 22, 2019.
- Milloy, Christin Scarlett, "Pride Toronto applies to trademark "Dyke March" and "Trans Pride"", NOW Toronto, July 20, 2015.

- Cormier, Danielle, Lesbians are being excluded from the Vancouver Dyke March in the name of 'inclusivity'. Feminist Current (August 13, 2018).
- Dallas, The Perils and Pride of the Dyke March. The Gaily (July 19, 2011). Gearchiveerd op February 26, 2021. Geraadpleegd op 3 december 2018.

### Dyke March-groepen
Duitsland
- Berlin Dyke March
- Rhein-Neckar Dyke March
- Köln (Keulen) Dyke March
- München (Munich) Dyke March
- Nürnberger Dyke March

België
- Brussels Dyke* March

Nederland
- Amsterdam Dyke March

Italië
- Roma Dyke March

Zweden
- Stockholm Dyke March

Verenigde Staten
- Boston Dyke March
- New York City Dyke March
- San Francisco Dyke March
- Seattle Dyke March

Canada
- Vancouver Dyke March Archived

Bi+ ·
Homoseksualiteit ·
Lesbianisme ·
Biseksualiteit ·
Panseksualiteit ·
Polyseksualiteit ·
Aseksualiteit ·
Demiseksualiteit ·
Queer ·
Questioning ·
Androfilie ·
Gynofilie
Cisgender
(Vrouw ·
Man) ·
Transgender
(Transvrouw ·
Transman ·
Transseksualiteit) ·
Intersekse ·
Tweeslachtigheid ·
Genderqueer ·
Questioning ·
Androgyn ·
Queer ·
Polygender
(Bigender ·
Trigender) ·
Pangender ·
Agender ·
Demigender
(Demigirl ·
Demiboy ·
Demifluïde ·
Demiflux ·
Demiandrogyn) ·
Neutrois ·
Genderfluïde
(Amorgender) ·
Genderflux ·
Intergender ·
Aporagender ·
Pocketgender ·
Derde geslacht ·
Butch en femme ·
Gendernon-conform ·
Queerheteroseksueel ·
Hijra ·
Two-spirit ·
Fa'afafine ·
Akava'ine ·
Androgynos ·
Bissu ·
Fakaleiti ·
Kathoey ·
Khanith ·
Mahu ·
Mak nyah ·
Muxe ·
Tomboy ·
Travesti ·
Tumtum ·
Winkte
Seksuologie ·
Genderstudies ·
Binaire geslachtsmodel ·
Genderspectrum ·
Lavendeltaalwetenschap ·
Lgbt-literatuur ·
Queerstudies ·
Queer theory
Postgenderisme ·
Feminisme
(Lesbisch feminisme ·
Transfeminisme) ·
Queercore
Oudheid:
Oude Rome ·
Oude Egypte
Vroegmoderne tijd:
Rusland
Moderne tijd:
Nazi-Duitsland ·
Rusland ·
Sovjet-Unie
Heden:
Nederland ·
Rusland ·
Sierra Leone
Roze driehoek ·
Regenboogvlag ·
Hanky code ·
Homomonument
Heteroseksisme
(Homofobie ·
Lesbofobie ·
Bifobie) ·
Genderisme
(Transfobie ·
Transmisogynie
Discriminatie van non-binaire personen ·
Cisseksisme) ·
Heteronormativiteit ·
Pinkwashing ·
Gay panic defense
(Trans panic defense) ·
Oppositie ·
LGBT ·
Homoseksualiteit in het leger
(Don't ask, don't tell) ·
Homoseksualiteit en religie
(Jodendom ·
Christendom ·
Islam ·
Bahai ·
Hindoeïsme ·
Boeddhisme ·
Sikhisme ·
Confucianisme ·
Shintoïsme ·
Taoïsme ·
Satanisme ·
Wicca ·
Unitair Universamisme ·
Scientology ·
Zoroastrisme) ·
Discriminatie tegen mensen met HIV ·
Doodstraf voor homoseksualiteit ·
Haatcriminaliteit ·
(Correctieve verkrachting ·
Antihomoseksueel geweld ·
Antihomoseksueel terrorisme) ·
Lgbt-gerelateerde zelfmoord ·
Conversietherapie (Homogenezing) ·
Schaal van Riddle
Arlington County vs. White ·
Artikel 248bis van het Wetboek van Strafrecht (Nederland) ·
Federal Marriage Amendment ·
Goodridge vs. Department of Public Health ·
Instructie inzake de criteria om roepingen te beoordelen van personen met homoseksuele neigingen met het oog op hun toelating tot het seminarie en de Heilige Wijdingen ·
Jogjakarta-beginselen ·
Jos Brink-prijs ·
Kentucky vs. Wasson ·
Lawrence v. Texas ·
Paragraaf 175 ·
Proposition 8 ·
Sectie 28 ·
Sodomiewetgeving
(Sodomiewetgeving in de Verenigde Staten) ·
Wolfenden Report
Bear ·
Crossdressing ·
(Travestie) ·
Gay Pride Parade ·
Homohoreca ·
Homo-icoon ·
Homo-ontmoetingsplaats ·
Lhbt-boekhandel ·
Outing ·
(Coming-out)
Holebi ·
Genderdysforie ·
Homoseksualiteit bij dieren ·
Safe-space